# Carleton Young
Pour les articles homonymes, voir Young.
Carleton Young est un acteur américain, né le 21 octobre 1905 à New York (États-Unis) et mort le 7 novembre 1994 à Los Angeles (États-Unis).

## Filmographie

### Années 1930
- 1935 : The Fighting Marines de William Reeves Easton et Joseph Kane : Doctor [Ch. 4]
- 1936 : Touchez pas à la chnouf (Reefer Madness) (ou Tell Your Children) : Jack Perry
- 1936 : Black Gold : Oilfield Roughneck
- 1936 : Happy Go Lucky : Al
- 1936 : A Man Betrayed de John H. Auer : Henchman Smokey
- 1937 : Race Suicide : Parker
- 1937 : Larceny on the Air (en) d'Irving Pichel : Henchman
- 1937 : Join the Marines de Ralph Staub : Corporal
- 1937 : Dick Tracy : Gordon Tracy, after
- 1937 : Circus Girl : Aerialist
- 1937 : Git Along, Little Dogies (en) de Joseph Kane : Holdup man
- 1937 : Rusty, le vantard (Navy Blues) : Spencer
- 1937 : Round-Up Time in Texas (en) de Joseph Kane : Strike Messenger
- 1937 : Hit Parade of 1937 : Radio Announcer
- 1937 : Michael O'Halloran
- 1937 : Come On, Cowboys! : Attorney
- 1937 : Dangerous Holiday : Henchman Tango
- 1937 : It Could Happen to You! : Thug
- 1937 : S.O.S. Coast Guard (en) : Henchman Dodds [Ch. 4]
- 1937 : Stars Over Arizona : Henchman Curley
- 1937 : She Married an Artist : Reporter
- 1937 : Young Dynamite (en) de Leslie Goodwins: Spike Dolan
- 1937 : Dick Tracy (en) : Gordon Tracy (after)
- 1938 : The Spy Ring : Polo Game Timekeeper
- 1938 : The Old Barn Dance (en) de Joseph Kane : Peabody, Thornton's Henchman
- 1938 : Cassidy of Bar 20 : Jeff Caffrey
- 1938 : Rawhide : Reporter
- 1938 : Air Devils (en) de John Rawlins : Hotel Clerk
- 1938 : Gunsmoke Trail : Trampy Gambler at Roulette Table
- 1938 : The Fighting Devil Dogs : Johnson, 'Aurora' Crewman [Ch. 4]
- 1938 : The Marines Are Here
- 1938 : Outlaw Express (en) de George Waggner : Henchman Ramon
- 1938 : Échappé de prison (Prison Break) : Prisoner
- 1938 : The Wages of Sin : Bruce, blind date
- 1938 : Héros de la montagne (en) de George Sherman : Connors
- 1938 : Black Bandit (en)  de George Waggner : Henchman Cash
- 1938 : Guilty Trails (en)  de George Waggner : Steve Yates
- 1938 : Prairie Justice (en)  de George Waggner : Dry-Gulch Baker
- 1938 : Gang Bullets : Newell
- 1939 : Honor of the West : Russ Whitley
- 1939 : Convict's Code (en) de Lambert Hillyer : Pete Jennings
- 1939 : Risky Business : Reporter
- 1939 : Buck Rogers : Scott
- 1939 : The Lone Ranger Rides Again de William Witney et John English : Logan [Chs. 1, 12]
- 1939 : Smoky Trails (en) de Bernard B. Ray : Mort
- 1939 : Code of the Streets : Eddie, lying trial witness
- 1939 : Mesquite Buckaroo : Sands
- 1939 : Big Town Czar : Thompson, Luger Henchman
- 1939 : Stunt Pilot : Reporter Trent
- 1939 : Riders of the Sage : Luke Halsey
- 1939 : Sumuru, la cité sans hommes (The Girl from Rio)
- 1939 : Port of Hate : Don Cameron
- 1939 : Sued for Libel : Radio Actor
- 1939 : Flaming Lead : Hank (Rustler Leader)
- 1939 : The Pal from Texas : Fox
- 1939 : Trigger Fingers (en) de Sam Newfield : Bert Lee, Gang Leader
- 1939 : El Diablo Rides : Herb Crenshaw
- 1939 : Zorro et ses légionnaires (Zorro's Fighting Legion) de William Witney et John English : Benito Juarez

### Années 1940
- 1940 : La Femme aux brillants (Adventure in Diamonds) : Sailor
- 1940 : Two Gun Sheriff : Townsman
- 1940 : Pals of the Silver Sage : Jeff Gray
- 1940 : Cowboy from Sundown : Nick Cuttler
- 1940 : Adventures of Red Ryder : Sheriff Dade
- 1940 : One Man's Law : Stevens
- 1940 : Billy the Kid Outlawed (en) de Sam Newfield : Jeff Travis
- 1940 : Gun Code : Henchman Slim Doyle
- 1940 : Up in the Air : Band Leader Stevens
- 1940 : Billy the Kid in Texas : Gil Cooper, aka Gil Bonney
- 1940 : Take Me Back to Oklahoma : Ace Hutchinson
- 1940 : Pride of the Bowery : Norton - Fight Promoter
- 1940 : Arizona : Lt. Chapin
- 1940 : Billy the Kid's Gun Justice : Jeff Blanchard
- 1941 : Billy the Kid's Range War : Marshal Jeff Carson
- 1941 : Deux nigauds soldats (Buck Privates) : Supply sergeant
- 1941 : Prairie Pioneers (en) de Lester Orlebeck : Army Officer
- 1941 : Le Capitaine Marvel (Adventures of Captain Marvel) : Henchman Martin [Ch. 3-9]
- 1941 : Billy the Kid's Fighting Pals : Jeff
- 1941 : Paper Bullets : Gangster Pokey Martin
- 1941 : Badlands of Dakota (en) : Ben Mercer (McCall henchman)
- 1941 : Texas, de George Marshall : Lashan cowhand
- 1941 : Deux Nigauds aviateurs (Keep 'Em Flying), d'Arthur Lubin : Orchestra leader
- 1941 : A Missouri Outlaw de George Sherman : Henchman Luke Allen
- 1941 : Billy the Kid's Round-up : Jeff
- 1942 : Thunder River Feud : Grover Harrison
- 1942 : Code of the Outlaw : Henchman
- 1942 : La Vallée du soleil (Valley of the Sun) : Nolte
- 1942 : South of Santa Fe (en) : Henchman Steve
- 1942 : Gang Busters : Highway Patrolman [Chs. 8, 11]
- 1942 : Spy Smasher : Taylor, Barn Thug [Ch. 3] / Power Clerk
- 1942 : Overland Mail (en) de Ford Beebe et John Rawlins : Lem, phoney Indian
- 1942 : King of the Mounties (en) de William Witney : Gus
- 1944 : Ladies of Washington : Investigator
- 1944 : Take It or Leave It : Program Director
- 1945 : Jupiter (Thunderhead - Son of Flicka) de Louis King : Maj. Harris
- 1946 : Blonde Alibi : Steward
- 1947 : Une vie perdue (Smash-Up, the Story of a Woman) : Fred Elliott

### Années 1950
- 1950 : Guérillas (American Guerrilla in the Philippines) : Col. Elliott M. Phillips
- 1950 : L'Engin fantastique (The Flying Missile) (The Flying Missile) d'Henry Levin : Colonel
- 1950 : Double Deal : Reno Sebastian
- 1951 : Opération dans le Pacifique (Operation Pacific) : Pilot briefing officers on carrier
- 1951 : Gene Autry and The Mounties (en) de John English : Pierre Lablond
- 1951 : La Femme au voile bleu (The Blue Veil), de Curtis Bernhardt : Henry Palfrey
- 1951 : Plus fort que la loi (Best of the Badmen) : Wilson
- 1951 : Chain of Circumstance : Lt. Sands
- 1951 : Les Diables de Guadalcanal (Flying Leathernecks) : Col. Riley
- 1951 : On murmure dans la ville (People Will Talk) : Dr Beecham, Lab Technician
- 1951 : Dans la gueule du loup (The Mob) : District Attorney
- 1951 : Le Jour où la Terre s'arrêta (The Day the Earth Stood Still : Colonel
- 1951 : Le Renard du désert (The Desert Fox: The Story of Rommel) : German major
- 1951 : La Flibustière des Antilles (Anne of the Indies) : Pirate Mate
- 1951 : Montagne rouge (Red Mountain) : Lt. Morgan
- 1952 : Boots Malone : Steward
- 1952 : My Six Convicts : Capt. Haggarty
- 1952 : Bas les masques (Deadline - U.S.A.) de Richard Brooks : Crane, Garrison's Daughter's Lawyer
- 1952 : Courrier diplomatique (Diplomatic Courier) : Brennan
- 1952 : Le Proscrit (The Brigand) de Phil Karlson : Carnot
- 1952 : Washington Story (en) de Robert Pirosh : Congressional Clerk
- 1952 : Le Shérif de Tombstone : Corporal Caxton
- 1952 : Les Vainqueurs de Corée (Battle Zone) de Lesley Selander : Colonel
- 1952 : Le Piège d'acier (The Steel Trap) d'Andrew L. Stone
- 1952 : Le Quatrième homme (Kansas City Confidential) : Asst. Dist. Atty. Martin
- 1953 : Niagara : Policeman
- 1953 : Le Sabre et la Flèche (Last of the Comanches) : Maj. Lanning
- 1953 : Le Sillage de la mort (Torpedo Alley) : un psychiatre
- 1953 : Salome : Officer
- 1953 :  Les Rebelles de San Antone (en) (San Antone) : Confederate Officer
- 1953 : Man in the Dark (en) : Assistant surgeon
- 1953 : Goldtown Ghost Riders (it) de George Archainbaud : Jim Granby
- 1953 : The Glory Brigade : Capt. Hal Davis
- 1953 : Safari Drums : Colin
- 1953 : No Escape : Don Holden
- 1953 : Tant qu'il y aura des hommes (From Here to Eternity) de Fred Zinnemann : col. Ayres
- 1953 : Mexican Manhunt : Slick Caruthers
- 1953 : Meurtre prémédité (A Blueprint for Murder) d'Andrew L. Stone : Ship's Det. Frank Connelly
- 1953 : Romance inachevée (The Glenn Miller Story) : Adjutant General
- 1954 : Bitter Creek de Thomas Carr : Quentin Allen
- 1954 : Les Révoltés de la cellule 11 (Riot in Cell Block 11) : Capt. Barrett
- 1954 : Prince Vaillant (Prince Valiant) d'Henry Hathaway : Herald
- 1954 : Le Défi des flèches (Arrow in the Dust) : Maj. Andy Pepperis
- 1954 : Sur la trace du crime (Rogue Cop) : Dist. Atty. Powell
- 1954 : Les femmes mènent le monde (Woman's World) : Executive
- 1954 : 20.000 lieues sous les mers (20000 Leagues Under the Sea) : John Howard
- 1954 : Mardi, ça saignera (Black Tuesday) : Voice of Radio Broadcaster
- 1955 : Le Cri de la victoire (Battle Cry) : Maj. Jim Wellman (Battalion Executive Officer)
- 1955 : The Racers : Opening Narrator
- 1955 : Sept Hommes en colère (Seven Angry Men) : Judge
- 1955 : Papa longues jambes (Daddy Long Legs) : Commission Member
- 1955 : Phantom of the Jungle : Thurston Blake
- 1955 : Artistes et Modèles (Artists and Models) : Col. Drury
- 1955 : Condamné au silence (The Court-Martial of Billy Mitchell) : Gen. Pershing's aide
- 1956 : Le Fond de la bouteille : Gossipy Woman's Husband
- 1956 : La Cinquième Victime (While the City Sleeps) : Police Interrogator
- 1956 : L'Or et l'Amour (Great Day in the Morning) : Col. Gibson
- 1956 : L'Invraisemblable Vérité (Beyond a Reasonable Doubt) de Fritz Lang : Allan Kirk
- 1956 : Flight to Hong Kong : Cmdr. Larrabee
- 1956 : Le Diabolique M. Benton (Julie) : Airport control tower official
- 1956 : Je ne suis pas un espion (Three Brave Men) : Board Chairman
- 1956 : Les Ailes de l'espérance (Battle Hymn) : Maj. Harrison
- 1957 : Le Brigand bien-aimé (The True story of Jesse James) : Neighboring Farmer
- 1957 : L'Odyssée de Charles Lindbergh (The Spirit of St. Louis) : Captain at Brooks Field Flight School
- 1957 : Le Jugement des flèches (Run of the Arrow) : 6th Virginia Surgeon
- 1957 : The Court of Last Resort (série TV) : Harry Steeger
- 1957 : Les espions s'amusent (Jet Pilot) : Technical Sergeant in Palmer Field control tower
- 1958 : Cri de terreur (Cry Terror!) : Roger Adams
- 1958 : La Dernière Fanfare (The Last Hurrah) de John Ford : Winslow
- 1958 : Vacances à Paris (The Perfect Furlough) : Maj. Morrow
- 1959 : Les Cavaliers (The Horse Soldiers) : Col. Jonathan Miles, CSA
- 1959 : Here Come the Jets : Burton
- 1959 : La Mort aux trousses (North by Northwest) d'Alfred Hitchcock : Fanning Nelson
- 1959 : Tout commença par un baiser (It Started with a Kiss) de George Marshall : McVey

### Années 1960
- 1960 : L'Île des Sans-soucis (Wake Me When It's Over) de Mervyn LeRoy : Radar Instructor
- 1960 : Le Sergent noir (Sergeant Rutledge) : Capt. Shattuck (prosecutor)
- 1960 : Le Héros du Pacifique (en) (The Gallant Hours) de Robert Montgomery : Col. Evans Carlson
- 1960 : The Music Box Kid : George Gordon
- 1961 : The Big Show (en) : Judge Richter
- 1961 : L'Espionne des Ardennes (Armored Command) : Capt. Bart Macklin
- 1961 : Twenty Plus Two : Colonel
- 1962 : L'Homme qui tua Liberty Valance (The Man Who Shot Liberty Valance) : Maxwell Scott
- 1962 : La Conquête de l'Ouest (How the West Was Won) : Poker player with Cleve
- 1964 : Les Pas du tigre (A Tiger Walks) de Norman Tokar : Colonel
- 1964 : Les Cheyennes (Cheyenne Autumn) : Aide to Carl Schurz
- 1971 : Vanished (TV) : Leonard Carey